# Dinkelberg und Röttler Wald
Dinkelberg und Röttler Wald ist ein 4646,9 Hektar umfassendes Fauna-Flora-Habitat (FFH)-Gebiet, das zum Markgräfler Hügelland, dem Dinkelberg und dem Schwarzwald gehört. Das Gebiet wurde 2005 durch das Regierungspräsidium Freiburg angemeldet. Mit Verordnung des Regierungspräsidiums Freiburg zur Festlegung der Gebiete von gemeinschaftlicher Bedeutung vom 25. Oktober 2018 (in Kraft getreten am 11. Januar 2019) wurde das Schutzgebiet ausgewiesen.
An dem nach dem Röttler Adelsgeschlecht benannten, 22 flächenmäßig nicht zusammenhängende gebirgigen Wald- und Wiesengebiet haben die Städte Kandern, Lörrach, Schopfheim, Zell im Wiesental sowie die Gemeinden Hausen im Wiesental, Maulburg, Steinen, Wittlingen, Kleines Wiesental Anteil. Zum Gebiet gehören auch der untere und mittlere Teil des Flüsschens Kleine Wiese. Die Flächen verteilen sich zu 88,8 % auf den Landkreis Lörrach und zu 11,2 % auf den Landkreis Waldshut.
Das Gebiet mit einzelnen Gewässerläufen zeichnet sich durch einen besonders gut ausgebildeten Buchenaltbestand aus und dient verschiedenen seltenen Tier- und Pflanzenarten als Lebensraum.

## Amtliche Kurzbeschreibung
Kulturlandschaft mit naturnahen Buchenwäldern, Hecken, Kalkmagerrasen, Glatthaferwiesen, Höhlen und temporärem Karstsee, hervorragender Lebensraum für zahlreiche FFH-Arten, insbesondere Fledermausarten.

## Bannwald Röttler Wald
Der im FFH-Gebiet enthaltene Bannwald Röttler Wald (alternativ auch Röttlerwald) wurde 2001 ausgewiesen, nachdem im Dezember 1999 der Orkan Lothar fast die Hälfte der Bäume im Röttlerwald entwurzelt oder beschädigt hatte. Das relativ naturnahe Laubholzgebiet mit Buchen-Traubeneichen und einzelnen Tannen konnte sich so nahezu unbeeinflusst entwickeln und Wissenschaftler beobachteten, wie sich der geworfene Wald von alleine wieder aufrichtete.
Der Bannwald umfasst eine Fläche von 166 Hektar, wovon 17 Hektar der Stadt Lörrach und 149 Hektar dem Land Baden-Württemberg gehören. (→ Liste der Bannwälder in Baden-Württemberg)
Die submontane Höhenstufe weist eine Höhenlage von 410 bis 570 Metern auf. Geologisch besteht das Gebiet hauptsächlich aus Oberem Buntsandstein mit unterschiedlich starker Lössauflage und Parabraunerden mit Übergängen zu Braunerden. Klimatisch weist der Wald eine Jahresdurchschnittstemperatur von um die 10 Grad Celsius auf und verzeichnet im Jahresmittel eine Niederschlagsmenge von 900 bis 1080 Millimeter.
Der Röttler Wald ist über Wanderwege von den drei Waldparkplätzen „Rechberg“ oberhalb Hauingens, „Kleeplatz“ an der Wittlinger Höhe sowie dem Waldparkplatz am Scheideckpass erreichbar. Neben einem 3,6 Kilometer langen Rundweg existiert ein 2,1 Kilometer langer Bannwaldpfad.